# Сесеуш
Сесеуш (рум. Săsăuș) — село у повіті Сібіу в Румунії. Входить до складу комуни Кірпер.
Село розташоване на відстані 195 км на північний захід від Бухареста, 36 км на схід від Сібіу, 128 км на південний схід від Клуж-Напоки, 80 км на захід від Брашова.

## Населення
За даними перепису населення 2002 року у селі проживали 158 осіб, з них 155 осіб (98,1%) румунів. Рідною мовою 155 осіб (98,1%) назвали румунську.